# María Méndez
María Méndez Fernández (Oviedo, 10 aprile 2001) è una calciatrice spagnola, difensore del Real Madrid e della nazionale spagnola.

## Carriera

### Club
Nata a Oviedo, Méndez è cresciuta calcisticamente nel settore giovanile dell'Oviedo Moderno, con cui esordisce in prima squadra e in massima serie nel 2016, a 15 anni. Resta con il club in seguito all'acquisizione del titolo sportivo da parte del Real Oviedo l'anno seguente, contribuendo al raggiungimento dei play-off di Segunda División, poi persi contro il Dux Logroño.
Il 17 giugno 2019, viene annunciato il suo ingaggio a titolo definitivo da parte del Deportivo La Coruña, di nuovo nella massima serie. Lungo la stagione 2019-2020, colleziona 20 presenze con il club galiziano, segnando quattro reti.
Il 24 giugno 2020, Méndez passa a titolo definitivo al Levante, sempre in massima serie, con cui firma un contratto triennale. Nella sua prima annata con il club valenciano, contribuisce al raggiungimento del terzo posto in campionato, che ha consentito alla squadra di qualificarsi alla UEFA Women's Champions League per la prima volta dopo 12 anni. Debutta nella competizione europea il 18 agosto 2021, disputando l'incontro dei preliminari vinto per 2-1 con il Celtic; la squadra viene infine eliminata nell'ultimo turno delle qualificazioni alla fase a gironi, per mano dell'Olympique Lione.
Nella stagione 2023-2024, colleziona 32 presenze in campionato, tutte da titolare, tre gol e due assist; inoltre, risulta la terza miglior giocatrice del torneo per numero di passaggi completati, dietro soltanto a Maddi Torre e a Patricia Guijarro.
Il 10 luglio 2024, Méndez viene ingaggiata a titolo definitivo dal Real Madrid, ancora nella massima serie.

### Nazionale
Con la nazionale Under-17 spagnola, Méndez ha vinto gli Europei e i Mondiali di categoria nel 2018.
L'11 novembre 2022, debutta in nazionale maggiore, giocando da titolare l'incontro amichevole con l'Argentina, vinto 7-0. Il 31 ottobre 2023, segna la sua prima rete con la Spagna nel successo per 7-1 in UEFA Nations League sulla Svizzera. Contribuisce quindi alla vittoria di quest'ultima competizione nel febbraio 2024, in seguito al successo in finale sulla Francia.

## Statistiche

### Presenze e reti nei club
Statistiche aggiornate al 27 giugno 2025.
| Stagione        | Squadra             | Campionato      | Campionato | Campionato | Coppe nazionali | Coppe nazionali | Coppe nazionali | Coppe continentali | Coppe continentali | Coppe continentali | Altre coppe | Altre coppe | Altre coppe | Totale | Totale |
| Stagione        | Squadra             | Comp            | Pres       | Reti       | Comp            | Pres            | Reti            | Comp               | Pres               | Reti               | Comp        | Pres        | Reti        | Pres   | Reti   |
| --------------- | ------------------- | --------------- | ---------- | ---------- | --------------- | --------------- | --------------- | ------------------ | ------------------ | ------------------ | ----------- | ----------- | ----------- | ------ | ------ |
| 2019-2020       | Deportivo La Coruña | PD              | 20         | 4          | CS              | 2               | 1               | -                  | -                  | -                  | -           | -           | -           | 22     | 5      |
| 2020-2021       | Levante             | PD              | 32         | 3          | CS              | 3               | 2               | -                  | -                  | -                  | SS          | 2           | 0           | 37     | 5      |
| 2021-2022       | Levante             | PD              | 9          | 0          | CS              | -               | -               | UWCL               | 4                  | 0                  | SS          | -           | -           | 13     | 0      |
| 2022-2023       | Levante             | PD              | 27         | 2          | CS              | 1               | 0               | -                  | -                  | -                  | -           | -           | -           | 28     | 2      |
| 2023-2024       | Levante             | PD              | 28         | 3          | CS              | 2               | 0               | UWCL               | 0                  | 0                  | SS          | 2           | 0           | 32     | 3      |
| Totale Levante  | Totale Levante      | Totale Levante  | 96         | 8          | -               | 6               | 2               | -                  | 4                  | 0                  | -           | 4           | 0           | 110    | 10     |
| 2024-2025       | Real Madrid         | PD              | 24         | 4          | CS              | 4               | 0               | UWCL               | 9                  | 2                  | SS          | 2           | 0           | 39     | 6      |
| Totale carriera | Totale carriera     | Totale carriera | 140        | 16         | -               | 12              | 3               | -                  | 13                 | 2                  | -           | 6           | 0           | 171    | 21     |

### Cronologia presenze e reti in nazionale
| Cronologia completa delle presenze e delle reti in nazionale ― Spagna | Cronologia completa delle presenze e delle reti in nazionale ― Spagna | Cronologia completa delle presenze e delle reti in nazionale ― Spagna | Cronologia completa delle presenze e delle reti in nazionale ― Spagna | Cronologia completa delle presenze e delle reti in nazionale ― Spagna | Cronologia completa delle presenze e delle reti in nazionale ― Spagna | Cronologia completa delle presenze e delle reti in nazionale ― Spagna | Cronologia completa delle presenze e delle reti in nazionale ― Spagna |
| Data                                                                  | Città                                                                 | In casa                                                               | Risultato                                                             | Ospiti                                                                | Competizione                                                          | Reti                                                                  | Note                                                                  |
| --------------------------------------------------------------------- | --------------------------------------------------------------------- | --------------------------------------------------------------------- | --------------------------------------------------------------------- | --------------------------------------------------------------------- | --------------------------------------------------------------------- | --------------------------------------------------------------------- | --------------------------------------------------------------------- |
| 11-11-2022                                                            | Melilla                                                               | Spagna                                                                | 7 – 0                                                                 | Argentina                                                             | Amichevole                                                            | -                                                                     |                                                                       |
| 16-2-2023                                                             | Gosford                                                               | Spagna                                                                | 3 – 0                                                                 | Giamaica                                                              | Amichevole                                                            | -                                                                     |                                                                       |
| 31-10-2023                                                            | Zurigo                                                                | Svizzera                                                              | 1 – 7                                                                 | Spagna                                                                | UEFA Women's Nations League 2023-2024 - 1º turno                      | 1                                                                     |                                                                       |
| 5-12-2023                                                             | Malaga                                                                | Spagna                                                                | 5 – 3                                                                 | Svezia                                                                | UEFA Women's Nations League 2023-2024 - 1º turno                      | -                                                                     | 75’                                                                   |
| 5-4-2024                                                              | Heverlee                                                              | Belgio                                                                | 0 – 7                                                                 | Spagna                                                                | Qual. Euro 2025                                                       | -                                                                     | 46’                                                                   |
| 9-4-2024                                                              | Burgos                                                                | Spagna                                                                | 3 – 1                                                                 | Rep. Ceca                                                             | Qual. Euro 2025                                                       | 1                                                                     |                                                                       |
| 31-5-2024                                                             | Vejle                                                                 | Danimarca                                                             | 0 – 2                                                                 | Spagna                                                                | Qual. Euro 2025                                                       | -                                                                     | 56’                                                                   |
| 4-6-2024                                                              | Tenerife                                                              | Spagna                                                                | 3 – 2                                                                 | Danimarca                                                             | Qual. Euro 2025                                                       | -                                                                     |                                                                       |
| 25-10-2024                                                            | Almendralejo                                                          | Spagna                                                                | 1 – 1                                                                 | Canada                                                                | Amichevole                                                            | -                                                                     | 75’                                                                   |
| 29-10-2024                                                            | Vicenza                                                               | Italia                                                                | 1 – 1                                                                 | Spagna                                                                | Amichevole                                                            | -                                                                     |                                                                       |
| 3-12-2024                                                             | Nizza                                                                 | Francia                                                               | 2 – 4                                                                 | Spagna                                                                | Amichevole                                                            | -                                                                     | [ 12 ]                                                                |
| 26-2-2025                                                             | Wembley                                                               | Inghilterra                                                           | 1 – 0                                                                 | Spagna                                                                | UEFA Women's Nations League 2025 - 1° turno                           | -                                                                     |                                                                       |
| 4-4-2025                                                              | Paços de Ferreira                                                     | Portogallo                                                            | 2 – 4                                                                 | Spagna                                                                | UEFA Women's Nations League 2025 - 1° turno                           | -                                                                     |                                                                       |
| 27-6-2025                                                             | Leganés                                                               | Spagna                                                                | 3 – 1                                                                 | Giappone                                                              | Amichevole                                                            | -                                                                     |                                                                       |
| 3-7-2025                                                              | Berna                                                                 | Spagna                                                                | 5 – 0                                                                 | Portogallo                                                            | Euro 2025 - 1° turno                                                  | -                                                                     |                                                                       |
| 11-7-2025                                                             | Berna                                                                 | Italia                                                                | 1 – 3                                                                 | Spagna                                                                | Euro 2025 - 1° turno                                                  | -                                                                     |                                                                       |
| 23-7-2025                                                             | Zurigo                                                                | Germania                                                              | 0 – 1 dts                                                             | Spagna                                                                | Euro 2025 - Semifinale                                                | -                                                                     |                                                                       |
| Totale                                                                |                                                                       | Presenze                                                              | 17                                                                    |                                                                       | Reti                                                                  | 2                                                                     |                                                                       |

## Palmarès

### Nazionale
- UEFA Women's Nations League: 1

2023-2024
- Campionato mondiale under 17: 1

2018
- Campionato d'Europa under 17: 1

2018